# Trift (Gemeinde Schwarzenbach)
Die Trift (früher auch Auf der Trift) ist eine Rotte der Marktgemeinde Schwarzenbach im Bezirk Wiener Neustadt-Land in Niederösterreich.

## Geografie
Trift liegt im südlichen Rosaliengebirge im niederösterreichischen Industrieviertel am Abhang des Schwarzenbacher Burgberges, oberhalb des Ortes Schwarzenbach.
Nachbarorte:
| Schulau             | Schölderl                                   |                                             |
|                     | Kompassrose, die auf Nachbargemeinden zeigt | Mühlen/Mühlviertel (Gem. Sieggraben, Bgld.) |
| Schwarzenbach-Markt |                                             |                                             |

## Geschichte
Der Ortsname Trift könnte auf die bestimmte Geländeformation hindeuten. Eine Trift ist auch der vom Vieh benutzte Weg zwischen Weideland und Stall. In der Josephinischen Landesaufnahme wird der Ort auch auf der Trift genannt.
Laut Adressbuch von Österreich war im Jahr 1938 in Trift ein Landwirt mit Direktvertrieb ansässig.

### Historische Landkarten

Schwarzenbach und seine Rotten (Aufnahmeblätter der Josephinischen Landesaufnahme und der Franzisco-Josephinischen Landesaufnahme)
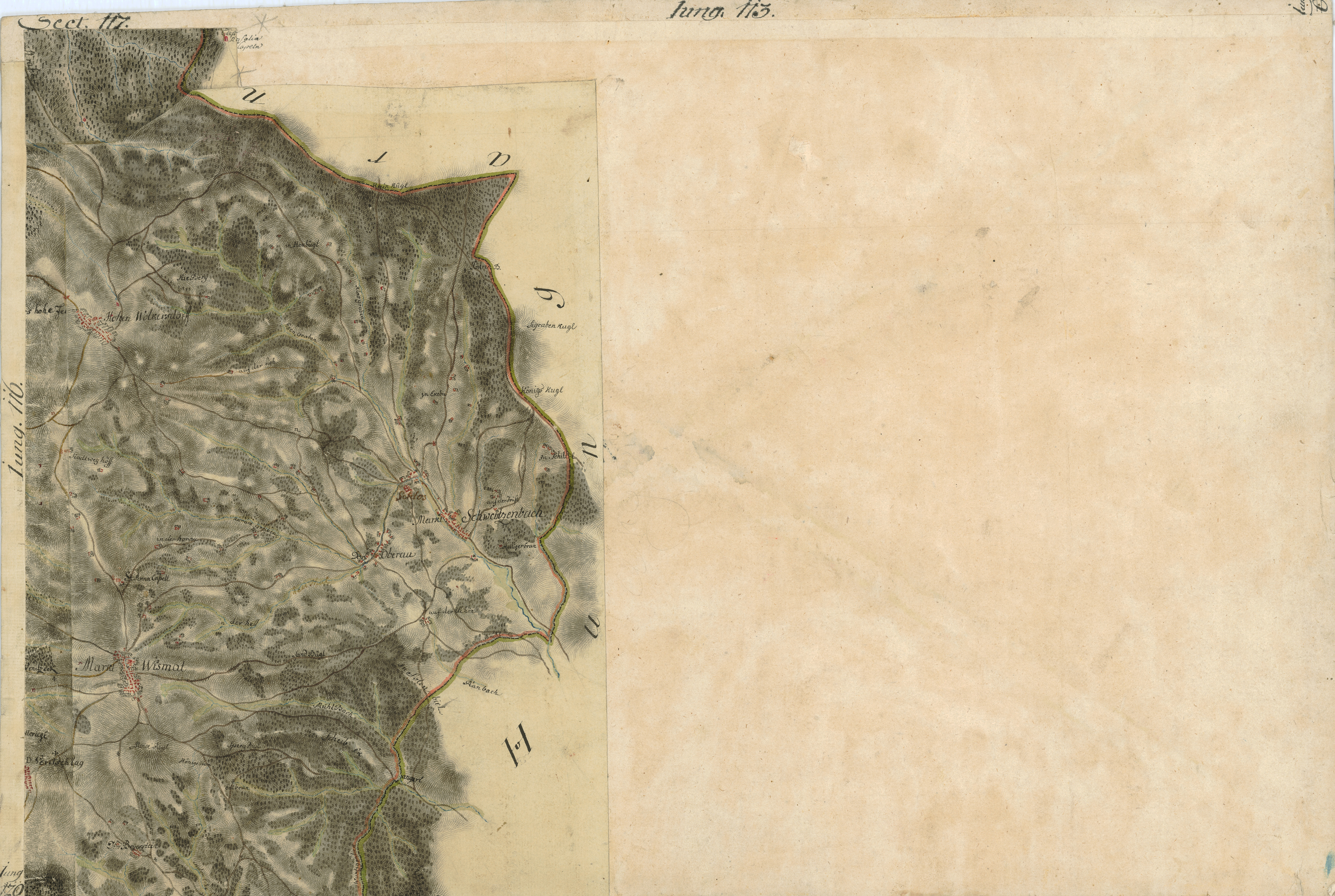
Um 1780: auf der Trift (Karte der Josephinische Landesaufnahme, an der kgl. Ungarischen Grenze)
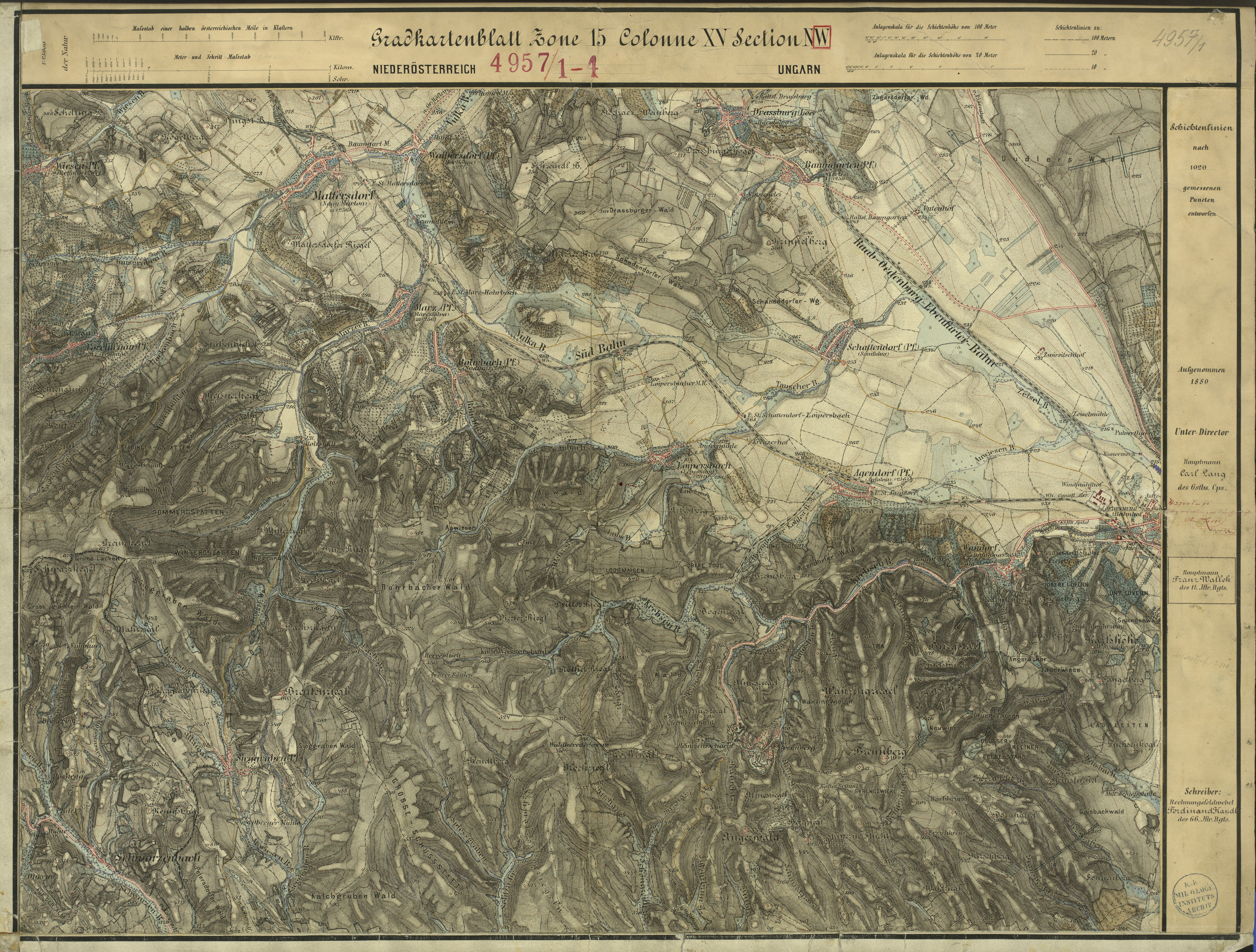
1880: Markt Schwarzenbach (ganz links unten) mit seinen nahen Rotten (Trift hier unbenannt)

## Sehenswürdigkeiten
- private Kapelle